# Riesa (Schiff, 1863)
Der Raddampfer Riesa wurde 1863 in der Schiffswerft Blasewitz gebaut. Das Schiff wurde mit der Baunummer 7 auf Kiel gelegt.

## Die Zeit bis 1919
Nach der Indienststellung als Glattdeckdampfer fuhr das Schiff für die Vereinigte Sächsisch-Böhmische Dampfschiffahrt, die im März 1867 in die Sächsisch-Böhmische Dampfschiffahrts-Gesellschaft (SBDG) umgewandelt wurde.
Um es dem Zugriff des Königreiches Preußen zu entziehen, wurde das Schiff im Preußisch-Österreichischen Krieg im Mai 1866 nach Theresienstadt verlegt.
Im Jahr 1880 wurden die Schaufelräder verbreitert. 1883 erhielt das Schiff einen neuen Zwei-Flammrohr-Kofferkessel der Sächsischen Dampfschiffs- und Maschinenbauanstalt.
Im Herbst 1917 wurde das Schiff aufgrund schwieriger wirtschaftlicher Bedingungen im Ersten Weltkrieg aufgelegt und am 3. März 1919 für 20.000 Mark an die Reederei Otto Krietsch in Magdeburg verkauft. Es bekam einen schwarzen Anstrich und erhielt den Namen Magdeburg.

## Die Zeit nach dem Verkauf

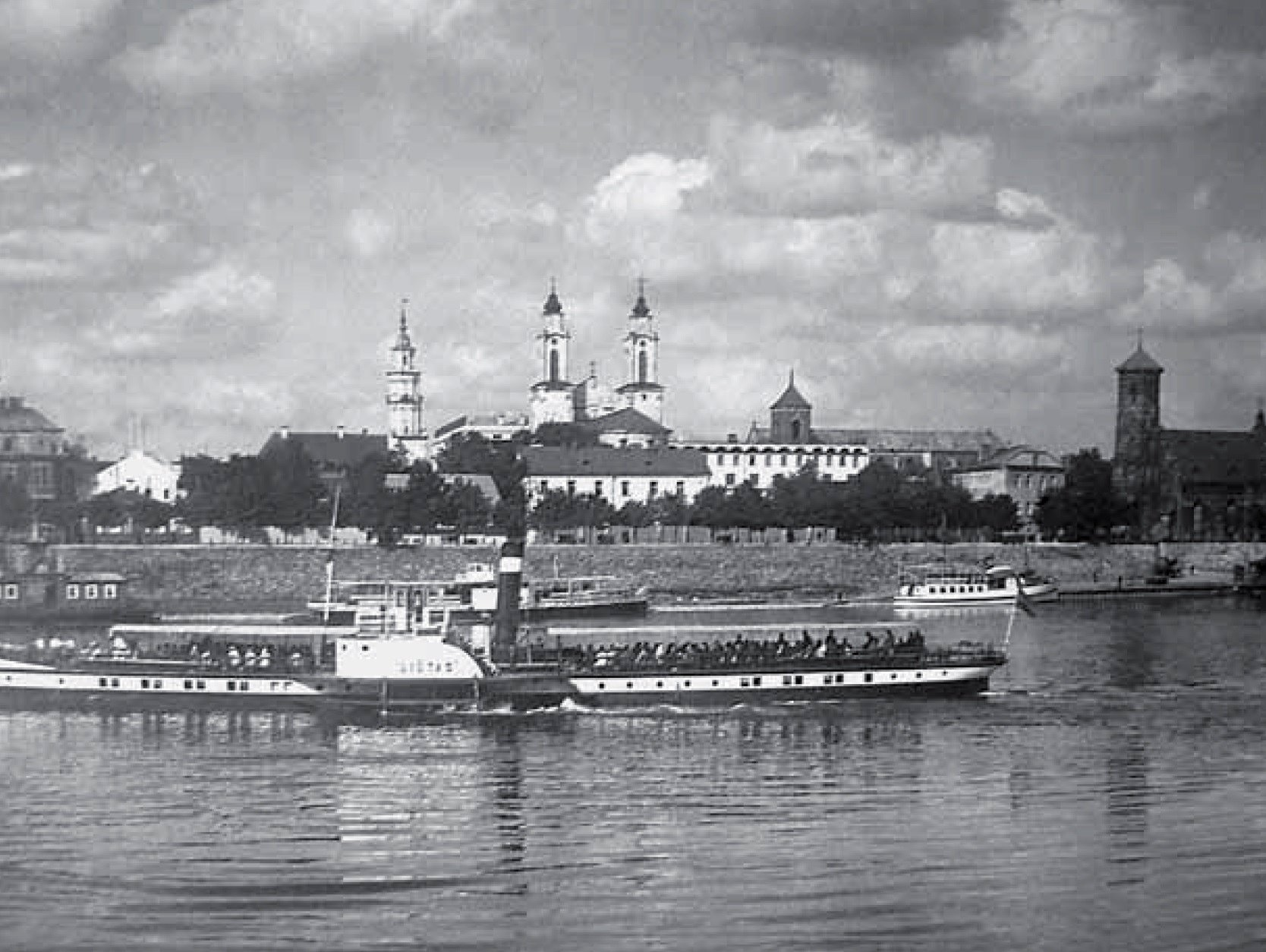
Raddampfer Liūtas vor der Jesuitenkirche in Kaunas

Wahrscheinlich kam das Schiff hier aber nicht zum Einsatz. Es wurde im Juni 1919 an Hermann Steffens in Magdeburg verkauft. Im April 1920 wurde es an August Horstmann in Wittenberg verkauft und kam hier unter dem Namen Willy zum Einsatz. Im November 1920 kaufte es Hermann Pohl aus Wittenberg. Im Juli 1921 erwarb es Karl Krümmel und es kam im Memelgebiet zum Einsatz. 1923 war es als Liūtas in Kaunas gemeldet. Das Schiff war auch hier noch durch seinen schwarzen Anstrich zu erkennen. Bei einem Umbau wurden im Hinterschiff ein Teil der Fenster durch Bullaugen ersetzt. Der weitere Verbleib ist unbekannt. Wahrscheinlich folgte derselbe Werdegang wie bei der Saxonia (II).
Nach anderer Darstellung hat ein Christopher Westphalen aus Harburg das Schiff 1922 gekauft und 1923 abgewrackt.

## Die Dampfmaschine
Die Dampfmaschine wie auch der erste Zwei-Flammrohr-Kofferkessel wurden von Escher Wyss & Co. in Zürich gebaut. Es handelte sich um eine oszillierende Niederdruck-Zweizylinder-Zwillings-Dampfmaschine mit einer Leistung von 120 PS.

## Kapitäne des Schiffes
- Unbekannt 1863
- Carl Gottlob Hamisch 1864–1865
- Ferdinand Hübner 1866–1870
- August Hermann Froede 1871–1887
- Carl August Schiller 1888–1894
- Gustav Hermann Protze 1895
- Emil Leberecht Kunze 1896
- Benjamin Beckel 1897–1902
- Emil Leberecht Kunze 1903
- Samuel Hermann Füssel 1904–1909
- Wilhelm Wirsam 1910–1917